# Ole Gunnar Solskjær
Ole Gunnar Solskjær , norveški nogometaš in trener, * 26. februar 1973, Kristiansund, Norveška.
Solskjær je člansko kairero začel pri klubu Clausenengen, za katerega je igral med letoma 1990 in 1994 v norveški ligi. Leta 1994 je prestopil v bolj znan norveški klub Molde, kjer je igral do leta 1996. Temu je sledil prestop v Manchester United, za katerega je do leta 2007 odigral 235 prvenstvenih tekem in dosegel 91 golov. S klubom je osvojil Premier League v sezonah 1996/97, 1998/99, 1999/00, 2000/01, 2002/03 in 2006/07, FA pokal v sezonah 1998/99 in 2003/04, angleški superpokal v letih 1996, 1997 in 2003, Ligo prvakov v sezoni 1998/99 in medcelinski pokal leta 1999.
Za norveško reprezentanco je med letoma 1995 in 2007 odigral 67 uradnih tekem in dosegel 23 golov. Nastopil je na Svetovnem prvenstvu 1998 in Evropskem prvenstvu 2000.